# Defektrice
 Denne artikel omhandler overvejende eller alene danske forhold. Hjælp gerne med at gøre artiklen mere almen.
Defektricer (også kaldet apoteksdefektricer, sygehusdefektricer eller sygehusapoteksdefektricer) er apoteksteknikere, som er ansat på landets apoteker og sygehusapoteker.
Defektricerne arbejder sammen med resten af det faglærte apotekspersonale selvstændigt med receptekspedition og information om lægemidler.
Enkelte defektricer er offentligt ansatte i staten og arbejder med tekniske og administrative opgaver ved universiteterne på Veterinærapoteket, i Lægemiddelstyrelsen og på Statens Serum Institut. Derudover arbejder visse defektricer som sekretærer i lægepraksis.
Stillingsbetegnelsen defektrice dukkede op i Danmark i slutningen af 1800-tallet og er afledt af det latinske ord defectus, der betyder "mangel". Defektricernes hovedopgave på apotekerne dengang var nemlig at udbedre diverse "mangler" ved f.eks. at tage varer fra apotekets lager og sætte dem ind på hylderne samt ved at fylde tomme krukker op med medicin. 

## Defektriceuddannelsen
Uddannelsen til defektrice (apotekstekniker) går tilbage til slutningen af 1800-tallet. Defektriceuddannelsen var en 3-årig teknisk-praktisk handelsrettet erhvervsuddannelse, hvor man var i lære på et apotek eller sygehusapotek som defektriceelev. Uddannelsen ophørte i 1972 (se apoteksassistent).
Adgangskravet for at blive optaget var real- eller mellemskoleeksamen. For at blive optaget på uddannelsen skulle man selv finde sig en læreplads på et apotek eller sygehusapotek. Defektricefagets indhold var af praktisk og teknisk art. Defektriceelever havde mulighed for at supplere deres praktiske læretid på apotek eller sygehusapotek med sideløbende butiks- og handelsrettet aftenundervisning på en handelsskole.
Ved bestået fagprøve (svendeprøve) efter de 3 år blev man udlært defektrice (apoteksdefektrice eller sygehusapoteksdefektrice), erhvervede lærebrev (svendebrev) fra det pågældende apotek eller sygehusapotek og kunne frit søge stilling som defektrice på et hvilket som helst apotek eller sygehusapotek i landet. Indtil 19. maj 1997 var det muligt at blive ansat som ufaglært defektrice (ueksamineret defektrice eller autodidakt defektrice) på apoteker og sygehusapoteker – dvs. uden at have gennemgået det 3-årige defektriceelevforløb.

## Defektricer i Danmark
I Danmark (inkl. Færøerne og Grønland) findes der kun kvindelige defektricer. Der er pr. 1. januar 2024 kun én erhvervsaktiv defektrice i Danmark. Defektricer arbejder selvstændigt på linje med andet fagudlært apotekspersonale (dvs. farmakonomer og farmaceuter).
Defektricefaget og defektriceprofessionen i Danmark er et lovreguleret erhverv, der hører under Lægemiddelstyrelsen. Defektricer er juridisk underlagt Sundhedsvæsenets Patientklagenævn og er ifølge apotekerloven forpligtet til at udføre deres hverv "omhyggeligt og samvittighedsfuldt" samt "varetage arbejdsopgaverne forsvarligt". Defektricebetegnelsen er en beskyttet titel, som kun må benyttes efter forud indhentet tilladelse fra Lægemiddelstyrelsen.

## Kendte defektricer
- Agatha Christie
- Karen Dahlerup
- Conny Dideriksen
- Susanne Engstrøm
- Else Husted Kjær
- Ingrid Rasmussen
- Merry Elisabeth Scheel

## Eksterne kilder, links og henvisninger
- Bekendtgørelse af 07.12.2005 om apoteker og apotekspersonale Arkiveret 27. januar 2012 hos  Wayback Machine